# NGC 4309A
NGC 4309A је галаксија у сазвежђу Девица која се налази на NGC листи објеката дубоког неба.
Деклинација објекта је + 7° 9' 59" а ректасцензија 12h 22m 14,7s. Привидна величина (магнитуда) објекта NGC 4309 износи 15,0 а фотографска магнитуда 16,0. NGC 4309A је још познат и под ознакама VCC 538, PGC 40059.